# 厄爾普拉多莊園 (亞利桑那州)
埃爾普拉多莊園（英語：El Prado Estates）是位於美國亞利桑那州尤馬縣的一個人口普查指定地區。根據2010年美國人口普查，該地人口為504人，而該地的面積約為2.51平方千米。

## 地理
埃爾普拉多莊園的座標為32°42′22″N 114°31′17″W / 32.70611°N 114.52139°W，而該地最高點為海拔高度45米（即148英尺）。